# Saint-Rémy-en-Rollat
 Saint-Rémy-en-Rollat  là một xã ở tỉnh Allier thuộc miền trung nước Pháp.